# Festival Internacional de Cine de Cannes de 2022
El Festival de Cine de Cannes de 2022, 75.ª edición, tuvo lugar del 17 al 28 de mayo de 2022.
La película ganadora de la Palma de Oro fue Triangle of Sadness, de Ruben Östlund.
El festival contó con un homenaje al actor Tom Cruise, cuya película Top Gun: Maverick se estrenó en el festival y donde el actor recibió una Palma de Oro Honorífica con poco tiempo de antelación. El cartel oficial del festival fue diseñado como un homenaje a The Truman Show (1998).
El festival volvió a su capacidad máxima de espectadores después de la interrupción de los dos últimos eventos debido a las restricciones de COVID-19 en Francia .

## Jurados
Los siguientes jurados fueron nombrados para el festival.

### Competencia principal
- Vincent Lindon, actor francés, presidente del jurado
- Asghar Farhadi, director, guionista y productor iraní
- Rebecca Hall, actriz, productora, directora y guionista inglesa
- Ladj Ly, director, guionista, actor y productor francés
- Jeff Nichols, director y guionista estadounidense
- Deepika Padukone, actriz india
- Noomi Rapace, actriz sueca
- Joachim Trier, director y guionista noruego
- Jasmine Trinca, actriz y directora italiana

### Un Certain Regard
- Valeria Golino, actriz, directora y productora italiana, presidenta del jurado
- Benjamin Biolay, cantante, compositor, actor y productor francés
- Debra Granik, directora estadounidense
- Joanna Kulig, actriz polaca
- Édgar Ramírez, actor y productor venezolano

### Caméra d'or
- Rossy de Palma, actriz española, presidenta del jurado
- Natasza Chroscicki, directora general francesa de Arri France
- Lucien Jean-Baptiste, director, guionista y actor francés
- Jean-Claude Larrieu, director de fotografía francés
- Samuel Le Bihan, actor francés
- Olivier Pelisson, crítico de cine francés
- Éléonore Weber, directora y autora francesa

### Cinéfondation y cortometrajes
- Yousry Nasrallah, director egipcio, presidente del jurado
- Monia Chokri, actriz, directora y guionista canadiense
- Félix Moati, actor, director y guionista francés
- Laura Wandel, directora y guionista belga
- Jean-Claude Raspiengeas, periodista y crítico literario francés

### Jurados independientes
Semana Internacional de la Crítica
- Kaouther Ben Hania, director y guionista tunecino, presidente del jurado
- Benoît Debie, director de fotografía belga
- Benedikt Erlingsson, director islandés
- Huh Moon-yung, crítico de cine coreano y director del Festival Internacional de Cine de Busan
- Ariane Labed, actriz franco-griega

Queer Palm
- Catherine Corsini, directora y guionista francesa, presidenta del jurado
- Djanis Bouzyani, actor, director y guionista francés
- Marilou Duponchel, periodista francesa
- Stéphane Riethauser, director suizo
- Paul Struthers, productor australiano

L'Œil d'or
- Agnieszka Holland, directora polaca, presidenta del jurado
- Pierre Deladonchamps, actor francés
- Hicham Falah, director general marroquí del Festival Internacional de Cine Documental de Agadir
- Iryna Tsilyk, directora y escritora ucraniana
- Alex Vicente, crítico de cine español

## Selección oficial

### En competición
Las siguientes películas fueron seleccionadas para competir por la Palma de Oro:
| Título en inglés     | Título original       | Director(es)                                  | País(es) de producción                 |
| -------------------- | --------------------- | --------------------------------------------- | -------------------------------------- |
| Armageddon Time      | Armageddon Time       | James Gray                                    | Estados Unidos                         |
| Boy                  | Boy                   | Tarik Saleh                                   | Suecia, Finlandia                      |
| Broker               | 브로커                | Hirokazu Kore-eda                             | Corea del Sur                          |
| Brother and Sister   | Frère et sœur         | Arnaud Desplechin                             | Francia                                |
| Close                | Close                 | Lukas Dhont                                   | Bélgica, Países Bajos, Francia         |
| Crimes of the Future | Crimes of the Future  | David Cronenberg                              | Canadá, Grecia                         |
| Decision to Leave    | 헤어질 결심           | Park Chan-wook                                | Corea del Sur                          |
| The Eight Mountains  | Le otto montagne      | Charlotte Vandermeersch, Félix van Groeningen | Italia, Bélgica                        |
| EO                   | Io                    | Jerzy Skolimowski                             | Polonia, Italia                        |
| Forever Young        | Les Amandiers         | Valeria Bruni Tedeschi                        | Francia                                |
| Holy Spider          | Holy Spider           | Ali Abbasi                                    | Dinamarca, Suecia, Francia, Alemania   |
| Leila's Brothers     | برادران لیلا          | Saeed Roustayi                                | Irán                                   |
| Mother and Son       | Un petit frère        | Léonor Serraille                              | Francia                                |
| Nostalgia            | Nostalgia             | Mario Martone                                 | Italia                                 |
| Pacifiction          | Tourment sur les îles | Albert Serra                                  | España, Portugal, Francia, Alemania    |
| R.M.N.               | R.M.N.                | Cristian Munguiu                              | Rumania                                |
| Showing Up           | Showing Up            | Kelly Reichardt                               | Estados Unidos                         |
| Stars at Noon        | Stars at Noon         | Claire Denis                                  | Francia                                |
| Tchaikovsky's Wife   | Жена Чайковского      | Kirill Serébrennikov                          | Rusia, Francia, Suiza                  |
| Tori y Lokita        | Tori y Lokita         | Jean-Pierre y Luc Dardenne                    | Bélgica, Francia                       |
| Triangle of Sadness  | Triangle of Sadness   | Ruben Östlund                                 | Suecia, Francia, Reino Unido, Alemania |

### Un Certain Regard
Las siguientes películas fueron seleccionadas para competir en la sección Un Certain Regard:
| Título en inglés                        | Título original     | Director(es)               | País de producción                        |
| --------------------------------------- | ------------------- | -------------------------- | ----------------------------------------- |
| All the People I'll Never Be            | Retour a Séúl       | Davy Chou                  | Francia                                   |
| The Blue Caftan                         | Le Bleu du caftán   | María Touzani              | Marruecos                                 |
| Burning Days                            | Kurak Gunler        | Emin Alper                 | Turquía                                   |
| Butterfly Vision (CdO)                  | Бачення метелика    | Maksym Nakónechnyi         | Croacia, República Checa, Suecia, Ucrania |
| Corsage                                 | Corsage             | María Kreutzer             | Austria, Francia, Alemania, Luxemburgo    |
| Domingo and the Mist                    | Domingo y la niebla | Ariel Escalante Meza       | Costa Rica, Catar                         |
| Father & Soldier (película de apertura) | Tirailleurs         | Mathieu Vadepied           | Francia, Senegal                          |
| Godland                                 | Tierra de Vanskabte | Hlynur Pálmason            | Dinamarca, Islandia, Francia, Suecia      |
| Harka (CdO)                             | Harka (CdO)         | Nathan                     | Túnez                                     |
| Joyland (CdO)                           | Joyland (CdO)       | Saim Sadiq                 | Pakistán                                  |
| Los peores (CdO)                        | Les Pires           | Lise Akoka, Romane Gueret  | Francia                                   |
| Mediterranean Fever                     | Mediterranean Fever | Maha Haj                   | Palestina                                 |
| Metronom (CdO)                          | Metronom (CdO)      | Alejandro Belc             | Rumania                                   |
| More Than Ever                          | Plus que jamais     | Emily Atef                 | Alemania, Francia                         |
| Plan 75 (CdO)                           | Plan 75 (CdO)       | Chie Hayakawa              | Japón                                     |
| Rodeo (CdO)                             | Rodéo               | Lola Quivorón              | Francia                                   |
| Sick of Myself                          | Syk Pike            | Kristoffer Borgli          | Noruega                                   |
| The Silent Twins                        | The Silent Twins    | Agnieszka Smoczynska       | Polonia, Reino Unido, Estados Unidos      |
| The Stranger                            | The Stranger        | Thomas M Wright            | Australia                                 |
| War Pony (CdO)                          | War Pony (CdO)      | Riley Keough, Gina Gammell | Estados Unidos                            |

(CdO) indica película candidata a la Caméra d'Or como debut como director de largometraje.

### Fuera de competencia
Las siguientes películas fueron seleccionadas para ser proyectadas fuera de competencia:
| Título en inglés                 | Título original                 | Director(es)                | País(es) de producción    |
| -------------------------------- | ------------------------------- | --------------------------- | ------------------------- |
| Elvis                            | Elvis                           | Baz Luhrmann                | Australia, Estados Unidos |
| Final Cut (película de apertura) | Cupéz!                          | Michel Hazanavicius         | Francia                   |
| The Innocent                     | L'Innocent                      | Luis Garrel                 | Francia                   |
| Mascarade                        | Mascarade                       | Nicolás Bedos               | Francia                   |
| Novembre                         | Novembre                        | Cédric Jimenez              | Francia                   |
| Three Thousand Years of Longing  | Three Thousand Years of Longing | George Miller               | Australia, Estados Unidos |
| Top Gun: Maverick                | Top Gun: Maverick               | Jose Kosinski               | Estados Unidos            |
| Proyecciones de medianoche       |                                 |                             |                           |
| Hunt                             | 헌트                            | Lee Jung Jae                | Corea del Sur             |
| Moonage Daydream                 | Moonage Daydream                | Brett Morgen                | Estados Unidos            |
| Rebel                            | Rebel                           | Adil El Arbi, Bilall Fallah | Bélgica                   |
| Smoking Causes Coughing          | Fumer fait tousser              | Quentin Dupieux             | Francia                   |

### Estreno en cannes
Las siguientes películas fueron seleccionadas para ser proyectadas en la sección Premiere de Cannes:
| Título en inglés           | Título original                   | Director(es)      | País de producción       |
| -------------------------- | --------------------------------- | ----------------- | ------------------------ |
| The Beasts                 | As bestas                         | Rodrigo Sorogoyén | España, Francia          |
| Diary of a Fleeting Affair | Chronique d'une liaison passagère | Emmanuel Mouret   | Francia                  |
| Dodo                       | Dodo                              | Panos H. Koutras  | Grecia, Francia, Bélgica |
| Don Juan                   | Don Juan                          | Serge Bozon       | Francia                  |
| Exterior Night             | Esterno notte                     | Marco Bellocchio  | Italia                   |
| Irma Vep (miniserie)       | Irma Vep (miniserie)              | Olivier Assayas   | Estados Unidos           |
| Nos frangins               | Nos frangins                      | Rachid Bouchareb  | Francia                  |
| La Nuit du 12              | La Nuit du 12                     | Dominik Moll      | Francia                  |

### Proyecciones Especiales
| Título en inglés                                                  | Título original                                                   | Director(es)                                | País de producción                 |
| ----------------------------------------------------------------- | ----------------------------------------------------------------- | ------------------------------------------- | ---------------------------------- |
| All That Breathes                                                 | All That Breathes                                                 | Shaunak Sen                                 | India, Reino Unido, Estados Unidos |
| Jerry Lee Lewis: Trouble in Mind                                  | Jerry Lee Lewis: Trouble in Mind                                  | Ethan Coen                                  | Estados Unidos                     |
| marcel! (CdO)                                                     | marcel! (CdO)                                                     | Jazmine Trinca                              | Italia                             |
| Mi país imaginario                                                | Mi país imaginario                                                | Patricio Guzmán                             | Chile                              |
| The Natural History of Destruction                                | Naturali naikinimo istorija                                       | Serguéi Loznitsa                            | Ucrania                            |
| Le Petit Nicolas: Qu'est-ce qu'on attend pour être heureux? (CdO) | Le Petit Nicolas: Qu'est-ce qu'on attend pour être heureux? (CdO) | Amandine Fredon, Benjamin Massoubre         | Francia                            |
| Restos Do Vento                                                   | Restos Do Vento                                                   | Tiago Guedes                                | Portugal                           |
| Respuesta Feminista (CdO)                                         | Riposte féministe                                                 | Marie Perennes, Simon Depardon              | Francia                            |
| Salam                                                             | Salam                                                             | Mélanie Diam's, Houda Benyamina, Anne Cissé | Francia                            |
| The Vagabonds (CdO)                                               | The Vagabonds (CdO)                                               | Doroteya Droumeva                           | Alemania                           |

(CdO) indica película candidata a la Caméra d'Or como debut como director de largometraje.

### Cortometrajes
De 3.507 inscripciones, las siguientes películas fueron seleccionadas para competir por la Palma de Oro del Cortometraje.
| Título en inglés                    | Título original  | Director(es)        | País de producción |
| ----------------------------------- | ---------------- | ------------------- | ------------------ |
| Tsutsuɛ                             | Tsutsuɛ          | Amartei Armar       | Ghana, Francia     |
| A Short Story                       | 破碎太阳之心     | Bi-Gan              | Porcelana          |
| Melancholy of my Mother's Lullabies | Lori             | Abinash Bikram Shah | Nepal, Hong Kong   |
| The Water Murmuns                   | 海边升起一座悬崖 | Chen Jianying       | Porcelana          |
| Cherries                            | Uogos            | Vitautas Katkus     | Lituania           |
| Same Old                            | Same Old         | Lloyd Lee Choi      | EE.UU              |
| Fire at the Lake                    | Le Feu au lac    | Pierre Menajem      | Francia            |
| Persona                             | 각질             | luna sujin          | Corea del Sur      |
| Night Light                         | Luz Nocturna     | kim torres          | Costa Rica         |

### Cinéfondation
La sección Cinéfondation se centra en películas realizadas por estudiantes de escuelas de cine. Las siguientes 16 entradas (13 de acción en vivo y 3 películas animadas) fueron seleccionadas de 1,528 presentaciones. Cuatro de las películas seleccionadas representan escuelas que participan por primera vez en la Cinéfondation.
| Título en inglés                           | Título original                               | Director(es)      | Escuela                                             |
| ------------------------------------------ | --------------------------------------------- | ----------------- | --------------------------------------------------- |
| Liquid Bread                               | Chlieb náš každodenný                         | Alica Bednáriková | FTF VŠMU, Eslovaquia                                |
| Mumlife                                    | Mumlife                                       | Ruby Challenger   | AFTRS, Australia                                    |
| All of This Belongs to You                 | Tout ceci vous reviendra                      | Lilian Fanara     | La Fémis, Francia                                   |
| Humans Are Dumber When Crammed Up Together | Les Humains sont contras quand ils s'empilent | Laurène Fernandez | CinéFabrique, Francia                               |
| A Conspiracy Man                           | II Barbiere complottista                      | Valerio Ferrara   | Centro Sperimentale di Cinematografia, Italia       |
| The Pass                                   | The Pass                                      | Pepi Ginsberg     | Universidad de Nueva York, Estados Unidos           |
| Kinship                                    | Sheherut                                      | Orin Kadoori      | Universidad de Tel Aviv, Israel                     |
| Nauha                                      | Nauha                                         | Pratham Khurana   | Whistling Woods Internacional, India                |
| We Are Not There Tomorrow                  | Jutro Nas Tam Nie Ma                          | Olga Kłyszewicz   | Escuela de Cine de Łódź, Polonia                    |
| Somewhere                                  | 地儿                                          | Li Jiahe          | Universidad de Ciencia y Tecnología de Hebei, China |
| The Silent Whistle                         | Feng Zheng                                    | Li Yingtong       | Colegio Emerson, Estados Unidos                     |
| Mistida                                    | Mistida                                       | Falcão Nhaga      | ESTC, Portugal                                      |
| Glorious Revolution                        | Glorious Revolution                           | Masha Novikova    | Escuela de Cine de Londres, Reino Unido             |
| That's Amore                               | 100% Flået Kærlighed                          | Malthe Saxer      | Den Danske Filmskole, Dinamarca                     |
| Craze                                      | Hajszálrepedés                                | Bianka Szelestey  | Universidad Eötvös Loránd, Hungría                  |
| Spring Roll Dream                          | Spring Roll Dream                             | Mai Vu            | NFTS, Reino Unido                                   |

### Clásicos de Cannes
Las siguientes películas fueron seleccionadas para ser proyectadas en Cannes Classics:

#### Restauraciones
| Título en inglés               | Título original               | Director(es)            | País de producción                   |
| ------------------------------ | ----------------------------- | ----------------------- | ------------------------------------ |
| Black God, White Devil (1964)  | Deus eo Diabo na Terra do Sol | Glauber Rocha           | Brasil                               |
| Las margaritas (1966)          | Sedmikrásky                   | Vera Chytilová          | Checoslovaquia                       |
| If I Were a Spy (1967)         | Si j'étais un espion          | Bertrand Blier          | Francia                              |
| Itim (1976)                    | Itim (1976)                   | Mike De Leon            | Filipinas                            |
| The Last Waltz (1978)          | The Last Waltz (1978)         | Martin Scorsese         | EE.UU                                |
| La mamá y la puta (1972)       | La mamá et la putain          | Juan Eustaquio          | Francia                              |
| Pratidwandi (1970)             | Pratidwandi (1970)            | Satyajit Ray            | India                                |
| The Red Head (1932)            | Poil de Carotte               | julien duvivier         | Francia                              |
| El limpiabotas (1946)          | Sciuscia                      | Vittorio De Sica        | Italia                               |
| Cantando bajo la lluvia (1952) | Singin' in the Rain           | Gene KellyStanley Donen | EE.UU                                |
| Thampu (1978)                  | Thampu (1978)                 | G. Aravindan            | India                                |
| El proceso (1962)              | Le procès                     | Orson Welles            | Francia, Alemania Occidental, Italia |
| Viva la Muerte (1971) (CdO)    | Viva la Muerte (1971) (CdO)   | Fernando Arrabal        | Francia, Túnez                       |

(CdO) indica película elegible para la Caméra d'Or como debut como director de largometraje.

#### Documentales
| Título en inglés                                     | Título original                                      | Director(es) | País de producción                  |
| ---------------------------------------------------- | ---------------------------------------------------- | --- | ----------------------------------- |
| Gérard Philipe, le dernier hiver du Cid              | Gérard Philipe, le dernier hiver du Cid              | Patricio Jeudy | Francia                             |
| Hommage d'une fille à son père (CdO)                 | Hommage d'une fille à son père (CdO)                 | Fatou Cissé | Malí                                |
| Jane Campion, Cinema Woman                           | Jane Campion, la femme cinéma                        | Julie Bertucelli | Francia                             |
| The Last Movie Stars, episodes 3 & 4                 | The Last Movie Stars, episodes 3 & 4                 | Ethan Hawke | EE.UU                               |
| Official Film of the Olympic Games Tokyo 2020 Side A | Official Film of the Olympic Games Tokyo 2020 Side A | Noemí Kawase | Japón                               |
| L'Ombre de Goya por Jean-Claude Carrière             | L'Ombre de Goya por Jean-Claude Carrière             | José Luis López Linares                                                                                                  | Francia, España, Portugal           |
| Patrick Dewaere, My Hero                             | Patrick Dewaere, mon héroes                          | Alejandro Moix | Francia                             |
| Romy, A Free Woman                                   | Romy mujer libre                                     | Lucie Cariès, Clémentine Déroudille                                                                                      | Francia                             |
| Three in the Drift of the Creative Act               | Tres en la deriva del acto creativo                  | Fernando Solanas | Argentina                           |
| Visions of Eight                                     | Visions of Eight                                     | Miloš Forman, Yuri Ozerov, Claude Lelouch, Mai Zetterling, Michael Pfleghar, Kon Ichikawa, Arthur Penn, John Schlesinger | Estados Unidos, Alemania Occidental |

(CdO) indica película elegible para la Caméra d'Or como debut como director de largometraje.

### Cinema de la plage
Las siguientes películas han sido seleccionadas para ser proyectadas fuera de competición, en la sección "Cinéma de la plage".
| Título en inglés        | Título original       | Director(es)               | País de producción |
| ----------------------- | --------------------- | -------------------------- | ------------------ |
| The Godfather           | The Godfather         | Francisco Ford Coppola     | Estados Unidos     |
| E.T.                    | E.T.                  | Steven Spielberg           | Estados Unidos     |
| The Truman Show         | The Truman Show       | Pedro Weir                 | Estados Unidos     |
| Save Our Schools        | La Cour des Miracles  | Carine May y Hakim Zouhani | Francia            |
| This Is Spinal Trap     | This Is Spinal Trap   | Rob Reiner                 | Estados Unidos     |
| Brotherhood of the Wolf | Le Pacte des loups    | Christophe Gans            | Francia            |
| Este/Oeste              | Est-Ouest             | Régis Wargnier             | Francia            |
| A Monkey in Winter      | Un singe en hiver     | henri verneuil             | Francia            |
| Strictly Ballroom       | Strictly Ballroom     | Baz Luhrmann               | Australia          |
|                         | Fanfan la tulipa      | Christian-Jaque            | Francia            |
| The Last Picture Show   | The Last Picture Show | Pedro Bogdanovich          | Estados Unidos     |

## Secciones paralelas

### Semana Internacional de la Crítica
Las siguientes películas fueron seleccionadas para ser proyectadas en la Semana Internacional de la Crítica.

#### En competición
| Título en inglés        | Título original | Director(es)          | País de producción                           |
| ----------------------- | --------------- | --------------------- | -------------------------------------------- |
| Aftersun                | Aftersun        | Charlotte Wells       | Reino Unido, Estados Unidos                  |
| Alma viva               | Alma viva       | Cristéle Alves Meira  | Francia, Portugal                            |
| Imagine (CdO)           | تصور            | Ali Behrad            | Irán                                         |
| La jauria               | La jauria       | Andrés Ramírez Pulido | Colombia, Francia                            |
| Love According to Dalva | Dalva           | emmanuelle nicot      | Bélgica, Francia                             |
| Summer Scars            | Nos cérémonies  | Simón Rieth           | Francia                                      |
| The Woodcutter Story    | Metsurin tarina | Mikko Myllylahti      | Finlandia, Dinamarca, Países Bajos, Alemania |

(CdO) indica película elegible para la Caméra d'Or como debut como director de largometraje.

#### Proyecciones especiales
| Título en inglés                                              | Título original                                               | Director(es)     | País de producción |
| ------------------------------------------------------------- | ------------------------------------------------------------- | ---------------- | ------------------ |
| Everybody Loves Jeanne                                        | Tout le monde aime Jeanne                                     | Céline Devaux    | Francia            |
| Next Sohee (película de cierre)                               | 다음 소희                                                     | July Jung        | Corea del Sur      |
| Sons of Ramses                                                | Goutte d'or                                                   | Clément Cogitore | Francia            |
| When You Finish Saving the World (película de apertura) (CdO) | When You Finish Saving the World (película de apertura) (CdO) | Jesse Eisenberg  | Estados Unidos     |

(CdO) indica película elegible para la Caméra d'Or como debut como director de largometraje.

### Quincena de Realizadores
Las siguientes películas fueron seleccionadas para ser proyectadas en la sección Quincena de Realizadores:

#### Características
| Título en inglés          | Título original                   | Director(es)                           | País de producción                        |
| ------------------------- | --------------------------------- | -------------------------------------- | ----------------------------------------- |
| 1976                      | 1976                              | manuela martelli                       | Chile, Italia                             |
| Ashkal                    | Ashkal                            | Youssef Chebbi                         | Túnez                                     |
| The Dam                   | السد                              | Ali Cherri                             | Francia, Alemania, Serbia, Sudán          |
| Continental Drift (South) | La Dérive des continents (au sud) | Lionel Baier                           | Suiza                                     |
| Enys Men                  | Enys Men                          | Mark Jenkin                            | Reino Unido                               |
| De Humani Corporis        | De Humani Corporis                | Lucien Castaing-Taylor, Verena Paravel | Francia, Suiza                            |
| Falcon Lake (CdO)         | Falcon Lake (CdO)                 | Carlota Le Bon                         | Canadá, Francia                           |
| The Five Devils           | Les Cinq Diables                  | Lea Mysius                             | Francia                                   |
| Funny Pages               | Funny Pages                       | Owen Kline                             | Estados Unidos                            |
| God's Creatures           | God's Creatures                   | Saela Davis, Anna Rose Holmer          | Irlanda, Reino Unido                      |
| The Green Perfume         | Le Parfum vert                    | Nicolás Pariser                        | Francia                                   |
| Harkis                    | Les Harkis                        | Felipe Faucon                          | Francia                                   |
| A male                    | Un varón                          | Fabián Hernández                       | Colombia, Francia, Alemania, Países Bajos |
| The Mountain              | La Montagne                       | Tomas Salvador                         | Francia                                   |
| One Five Morning          | Un beau matin                     | Mia Hansen-Løve                        | Francia                                   |
| Pamfir                    | Pamfir                            | Dmytro Sukholytkyy-Sobchuk             | Francia, Ucrania, Luxemburgo              |
| Paris Memories            | Revoir París                      | Alicia Winocour                        | Francia                                   |
| Scarlet                   | L'Envol                           | Pietro Marcelo                         | Francia, Alemania, Italia, Rusia          |
| The Super 8 Years         | Les Années Super 8                | Annie Ernaux, David Ernaux-Briot       | Francia                                   |
| Under the Fig Trees       | Under the Fig Trees               | Erige Sehiri                           | Túnez, Francia, Suiza                     |
| The Water                 | el agua                           | Elena López Riera                      | Francia, España, Suiza                    |
| Will-o'-the-Wisp          | Fogo-Fátuo                        | joão pedro rodrigues                   | Portugal                                  |

(CdO) indica película candidata a la Caméra d'Or como debut como director de largometraje.

#### Proyecciones especiales
| Título en inglés | Título original | Director(es)   | País de producción          |
| ---------------- | --------------- | -------------- | --------------------------- |
| Men              | Men             | Alex Guirnalda | Reino Unido, Estados Unidos |

## Premios

### En competición
Se otorgaron los siguientes premios a las películas proyectadas en competición:
- Palma de Oro: Triangle of Sadness de Ruben Östlund
- Gran Premio:
  - Close por Lukas Dhont
  - Stars at Noon de Claire Denis
- Mejor director: Park Chan-wook por Decision to Leave
- Mejor actriz: Zar Amir Ebrahimi por Holy Spider
- Mejor actor: Song Kang-ho por Broker
- Mejor Guion: Tarik Saleh por Boy from Heaven
- Premio del jurado:
  - EO de Jerzy Skolimowski
  - Le otto montagne de Felix van Groeningen y Charlotte Vandermeersch
- Premio 75 Aniversario: Tori y Lokita de Jean-Pierre y Luc Dardenne

### Un Certain Regard
- Premio Un Certain Regard: The Worst Ones de Lise Akoka y Romane Gueret
- Premio del Jurado Un Certain Regard: Joyland de Saim Sadiq
- Un Certain Regard Mejor Director: Alexandru Belc por Metronom
- Premio Un Certain Regard a la mejor interpretación (otorgado conjuntamente):
  - Vicky Krieps en Corsage
  - Adam Bessa en Harka
- Premio Un Certain Regard al mejor guion: Mediterranean Fever de Maha Haj
- Una Cierta Mirada «Coup de cœur» Premio: Rodeo de Lola Quivoron

### Cinéfondation
- Primer premio: A Conspiracy Man de Valerio Ferrara
- Segundo Premio: Somewhere de Li Jiahe
- Tercer Premio (otorgado conjuntamente):
  - Revolución Gloriosa de Masha Novikova
  - Los humanos son más tontos cuando están hacinados por Laurène Fernandez

### Palma de Oro Honorífica
- Palma de Oro Honorífica:
  - Forest Whitaker[20]
  - Tom Cruise[21]

### Caméra d'or
- Caméra d'or: War Pony de Riley Keough y Gina Gammell

### Premios independientes

#### Premios FIPRESCI
- En Competición: Leila's Brothers de Saeed Roustaee[22]
- Un Certain Regard: El caftán azul de Maryam Touzani
- Sección paralela (estrenos) : Love According to Dalva de Emmanuelle Nicot (Semana Internacional de la Crítica)

#### Premio Ecuménico
- Premio del Jurado Ecuménico: Broker de Hirokazu Kore-eda[23]

#### Semana Internacional de la Crítica
- Gran Premio: La Jauria de Andrés Ramírez Pulido[24]
- Premio French Touch del Jurado: Aftersun de Charlotte Wells
- Premio Rising Star de la Fundación Louis Roederer: Zelda Samson for Love According to Dalva
- Premio Leitz Cine Discovery al Cortometraje: Ice Merchants de João Gonzalez
- Gan Foundation Award for Distribution: The Woodcutter Story de Mikko Myllylahti
- Premio SACD: Andrés Ramírez Pulido por La Jauria
- Premio Canal+ al Cortometraje: On Xerxes’ Throne de Evi Kalogiropoulou

#### Quincena de Realizadores
- Premio Europa Cinemas Label a la mejor película europea: One Fine Morning de Mia Hansen-Løve[25]
- Premio SACD a la mejor película en lengua francesa: The Mountain de Thomas Salvador
- Carroza de oro: Kelly Reichardt[26]

#### L'Œil d'or
- L'Œil d'or:[27] All That Breathes respira de Shaunak Sen
- Premio Especial del Jurado: Mariupolis 2 de Mantas Kvedaravicius

#### Queer Palm
- Queer Palm: Joyland de Saim Sadiq[28]
- Cortometraje Queer Palm: Will You Look At Me de Shuli Huang

#### Premio François Chalais
- Premio François Chalais: Boys from Heaven de Tarik Saleh[29]

#### Prix de la Citoyenneté
- Premio Ciudadanía: Leila's Brothers de Saeed Roustaee[30]

#### Premio a la banda sonora de Cannes
- Premio a la banda sonora de Cannes: Paweł Mykietyn por EO

#### Prix des Cinemas Art et Essai
- Premio AFCAE Art House Cinema: Triangle of Sadness de Ruben Östlund[31]
- Mención especial: EO de Jerzy Skolimowski

#### Palm Dog
- Palm Dog: Brit in War Pony[32][33]
- Gran Premio del Jurado:
  - Marcel en Marcel!
  - Reparto canino en Godland
- Premio Palm DogManitarian: Patron (Jack Russell terrier ucraniano olfateador de minas)
- Perro de caza de palma: Titane

#### Trofeo Chopard
- Trofeo Chopard: Sheila Atim y Jack Lowden[34]